# Дрежник (тврђава)
Дрежник је делимично очувани замак код Дрежник Града, североисточно од Плитвичких језера у републици Хрватској.

## Историја

### У поседу хрватске властеле
Тврђава се први пут помиње у 13. веку, као средиште истоимене Дрежничке жупе, у поседу далматинских кнезова Нелипића и Бабонића. У периоду од 1323. до 1592. град је био у рукама кнезова Франкопана.
Утврђени град био је четвороугаоног облика са округлим донжоном, опасан зидом с две четвртасте куле. Имао је посаду од 20 до 40 војника. Турци су га освојили почетком априла 1578. Код Дрежника су трупе Ивана Ференбергера, врховног капетана Хрватске војне крајине, 22. маја 1578. разбиле турски одред од 5.000 људи који се враћао са провале у Крањску, и нанеле му тешке губитке. Током Кевенхилеровог похода у Поуње, крајишке трупе су повратиле град 28. августа 1578, али су га Турци поново заузели 1592.

### Под Турцима
Отада па све до 1788. Дрежник је био турско гранично упориште које је у 17. веку генерал Ј.С.Херберштајн у два маха заузимао и палио. 1697. крајишке трупе су га поново освојиле, али Карловачким миром 1699. припао је Турцима и у 18. веку био у саставу острожачке капетаније.

### У војној крајини
Огулински крајишки пук напао је град и после дужег бомбардовања савладао је турску посаду (75 људи) фебруара 1788. Каснији покушаји Турака да га поврате остали су безуспешни. Град је обновљен и одржаван као крајишко упориште до 1869.

### У републици Хрватској
Главна кула града обновљена је 2016. средствима општине Раковица и министарства за културу Републике Хрватске.